# Barnang Koling
Barnang Koling is een bestuurslaag in het regentschap Tapanuli Selatan van de provincie Noord-Sumatra, Indonesië. Barnang Koling telt 185 inwoners (volkstelling 2010).